# Techiman
Techiman è una città del Ghana situata nella regione di Bono Est, capoluogo dell'omonimo distretto.
Sorge sul fiume Tano ed è sede vescovile cattolica.